# Biodiversity Heritage Library
Biodiversity Heritage Library (BHL; с англ. — «Библиотека наследия биоразнообразия») — крупнейшая в мире онлайн цифровая библиотека с открытым доступом, хранящая историческую естественнонаучную литературу по таксономии биологии, прежде всего ботаническую и зоологическую. Щтаб-квартира консорциума находится в библиотеках Смитсоновского института.
Библиотека (BHL) является одним из основных элементов при реализации проекта «Энциклопедия жизни», глобальной попытки задокументировать все 1,8 миллиона названных видов животных, растений и других форм жизни на Земле.
Библиотека была создана с целью устранения главного препятствия на пути научных исследований: отсутствия доступа к литературе по естественной истории. Такая литература необходима исследователям всего мира, в ней содержатся описания видов, профили экосистем, карты распространения, взаимозависимые наблюдения, геологические и климатические записи и многое другое.
Ресурс хранит большой цифровой архив исторической биологической литературы, содержит более 31 миллиона страниц, отсканированных из книг, монографий и журналов. В процессе оцифровки записываются основные метаданные о сканированных объектах, но не метаданные на уровне статьи.
Тиражирование модели BHL в ряде подобных проектах в Китае, Бразилии и Австралии задокументировано как свидетельство успеха проекта по массовой оцифровки научной литературы.

## История создания
На встрече 2003 года, финансируемой Фондом Эндрю У. Меллона, учёные заявили, что предоставление бесплатного онлайн-доступа к такой литературе значительно повысит эффективность научных исследований во всём мире.
В следующем  2004 году на симпозиуме в Институте Тельюрайда было предложено создать Энциклопедию жизни и провести встречу в 2005 году «Библиотека и лаборатория: союз исследований, данных и таксономической литературы», организованной Consortium for the Barcode of Life в Музее естественной истории в Лондоне. После чего последовала встреча в Смитсоновских библиотеках в 2006 году, в ходе которой была официально основана Biodiversity Heritage Library.
Десять крупнейших библиотек музеев естественной истории, ботанических библиотек и исследовательских институтов Великобритании и Соединенных Штатов объединились для разработки стратегии и оперативного плана по оцифровке опубликованной биологической литературы, хранящейся в их фондах, и после оцифровки этой литературы, предоставление её в открытый доступ как часть глобального «общего достояния биоразнообразия». 
Первоначально библиотека была объединением десяти ботанических библиотек, в настоящее время она насчитывает четырнадцать членов. 
Библиотеки-учредители:
- Американский музей естественной истории (Нью-Йорк)
- Филдовский музей естественной истории (Чикаго, Иллинойс)
- Библиотеки гербария Гарвардского университета[англ.] (Кембридж, Массачусетс)
- Библиотека Эрнста Майра (Музей сравнительной зоологии Кембридж, Массачусетс)
- Морская биологическая лаборатория[англ.] (Вудс-Холе, штат Массачусетс)
- Ботанический сад Миссури (Сент-Луис, штат Миссури)
- Музей естественной истории (Лондон, Англия)
- Ботанический сад Нью-Йорка (Бронкс, Нью-Йорк)
- Королевские ботанические сады Кью (Ричмонд, Великобритания)
- Смитсоновский институт (Вашингтон)

В мае 2009 года к консорциуму добавились два новых члена:
- Академия естественных наук Филадельфии[англ.] (Филадельфия, Пенсильвания)
- Калифорнийская академия наук (Сан-Франциско, Калифорния)

В ноябре 2011 года к консорциуму добавились два новых члена:
- Библиотека Корнельского университета[англ.] (Итака, Нью-Йорк)
- Геологическая служба США (Рестон, Вирджиния)

В феврале 2013 года к консорциуму добавился один новый участник:
- Библиотека Конгресса (Вашингтон, округ Колумбия)